# Internationales Grünes Kreuz

Das Logo der Organisation

Das Internationale Grüne Kreuz (Green Cross International, Abk. GCI) wurde am 18. April 1993 in Kyōto von Michail Gorbatschow gegründet. Die Umweltschutzorganisation setzt sich für Nachhaltigkeit und eine sichere Zukunft ein, indem sie einen Wertewandel zu gemeinsamer, globaler Verantwortung und gegenseitiger Abhängigkeit fördert. Die Organisation fördert legale und ethische Verhaltensnormen mit dem Ziel, eine nachhaltige, globale Gemeinschaft aufzubauen. Sie hat das Ziel, Konflikte zu lösen und zu verhindern, die durch Umweltzerstörung herbeigeführt wurden und Hilfe zu leisten, wo Umweltzerstörung als Folge von Krieg oder Konflikten auftritt.
Bereits im Oktober 1987 stellte Gorbatschow während eines Vortrags in Murmansk ein Konzept vor, unter dem die Themen Umweltschutz, nukleare Abrüstung, Sicherheitspolitik und Entwicklung zusammengefasst werden sollten. Im Januar 1990 schlug er in Moskau eine Organisation nach dem Vorbild des Internationalen Roten Kreuzes vor. Die Vorbereitungen zur Gründung des Internationalen Grünen Kreuzes begannen im Juni 1992. Zur selben Zeit gründete der Schweizer Politiker Roland Wiederkehr eine Organisation World Green Cross mit den gleichen Zielen. 1993 verschmolzen die beiden Organisationen. Die ersten nationalen Organisationen entstanden in Japan, den Niederlanden, der Russischen Föderation, der Schweiz und den Vereinigten Staaten; ihre Vertreter trafen sich im Frühjahr 1994 in Den Haag.
Die Organisation fördert die Earth Dialogues und die Erd-Charta. Der Hauptsitz befindet sich in Genf (Schweiz).
Im Jahr 2009 gehörten dem Grünen Kreuz Organisationen in 31 Ländern an.

## Auszeichnungen
Im Jahr 2009 erhielt die Organisation in Österreich den Save the World Award.